# 威廉·A·惠勒
威廉·A·惠勒（英語：William Almon Wheeler，1819年6月30日—1887年6月4日）是美國紐約州联邦众议员和第19任美國副總統（1877年—1881年）。

## 早年生活
惠勒生於紐約州的馬龍村，後來就讀佛蒙特大學及富蘭克林，但後來因為經濟上的因素迫使他肄業。1845年，他考取律師資格，於馬龍村執業。1846年至1849年，他擔任富蘭克林郡的地方檢察官。1850及1851年，他被選為紐約州眾議員（富蘭克林郡）。1858年及1859年，當選紐約州參議員（第17選區）。1861年3月4日至1863年3月4日，他被共和黨提名並當選第37屆美國國會議員。1867年至1868年任紐約州制憲議會議長。之後他被選為第41-44屆國會議員。任期從1869年3月4日至1877年3月4日止
惠勒也是紐約北方鐵路的總經理。

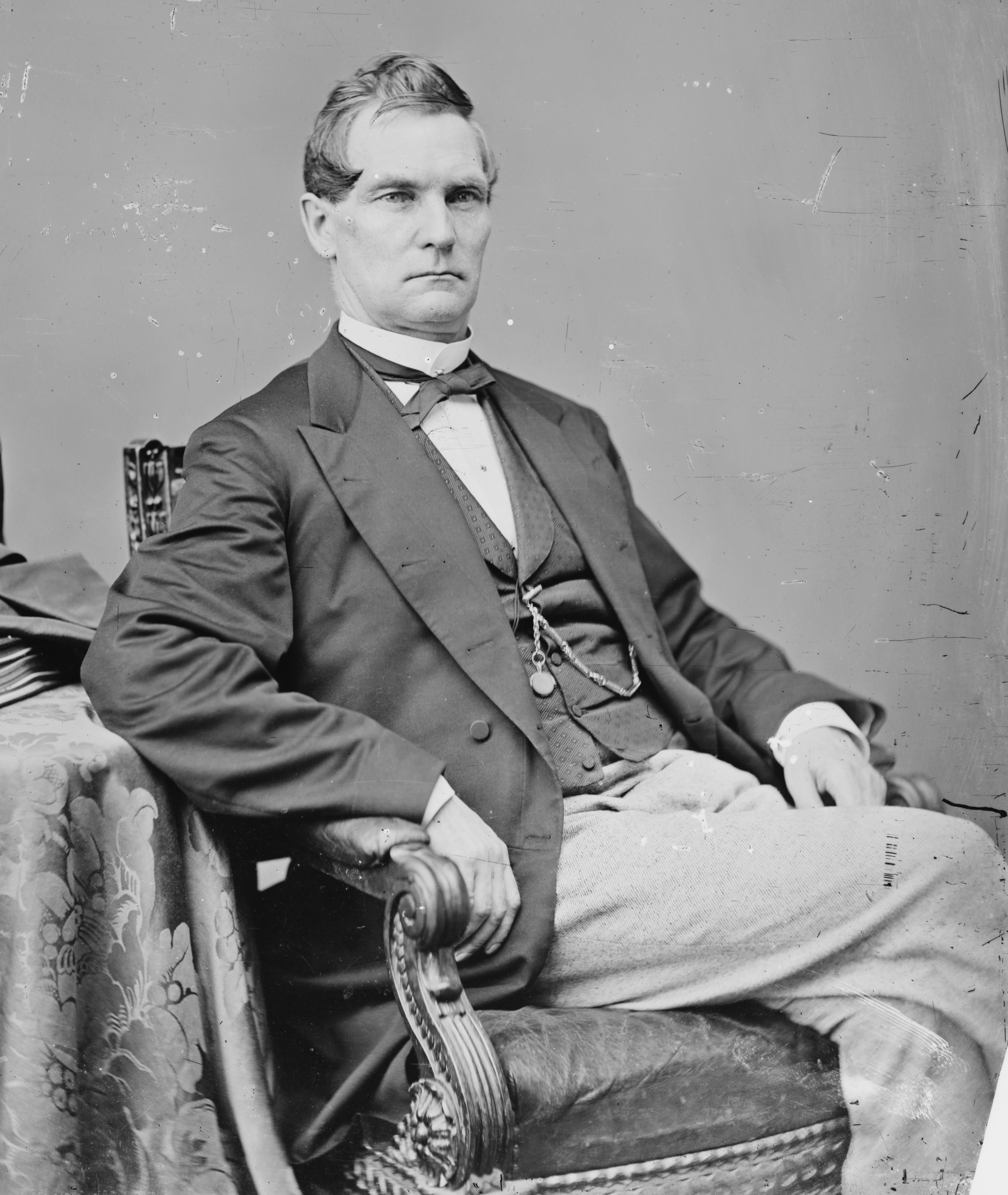
威廉·A·惠勒

1873年，議會表決為自己加薪，並效力可回溯5年，惠勒不但投下反對票，還將自己因此多得的薪水交還財政部。
惠勒的清譽受到艾伦·内文斯的讚揚，當時一位參議員及共和黨頑固派首領羅斯科·康克林告訴他：「惠勒，配合我們，你不會收到你所不想要的禮物的。」惠勒拒絕到：「康克林先生，紐約州沒有一項禮物能夠補償我葬送的清白。」
惠勒於1867年6月至1868年2月擔任紐約州制憲會議議長的就職演說提到了種族平等：
「我們應當為全民的自由努力，應當為舊大陸奮鬥中的自由主義努力...在此地（紐約州）的每一個人，不論膚色或種族，不論窮人、無助者，或多麼卑賤的人，在人性的考量下，有權行使所有最崇高的公民權。」

## 1876年美國總統大選
惠勒於1876年共和黨總統參選人提名中被提名，在七輪投票之後，決定派出拉瑟福德·伯查德·海斯參選總統。

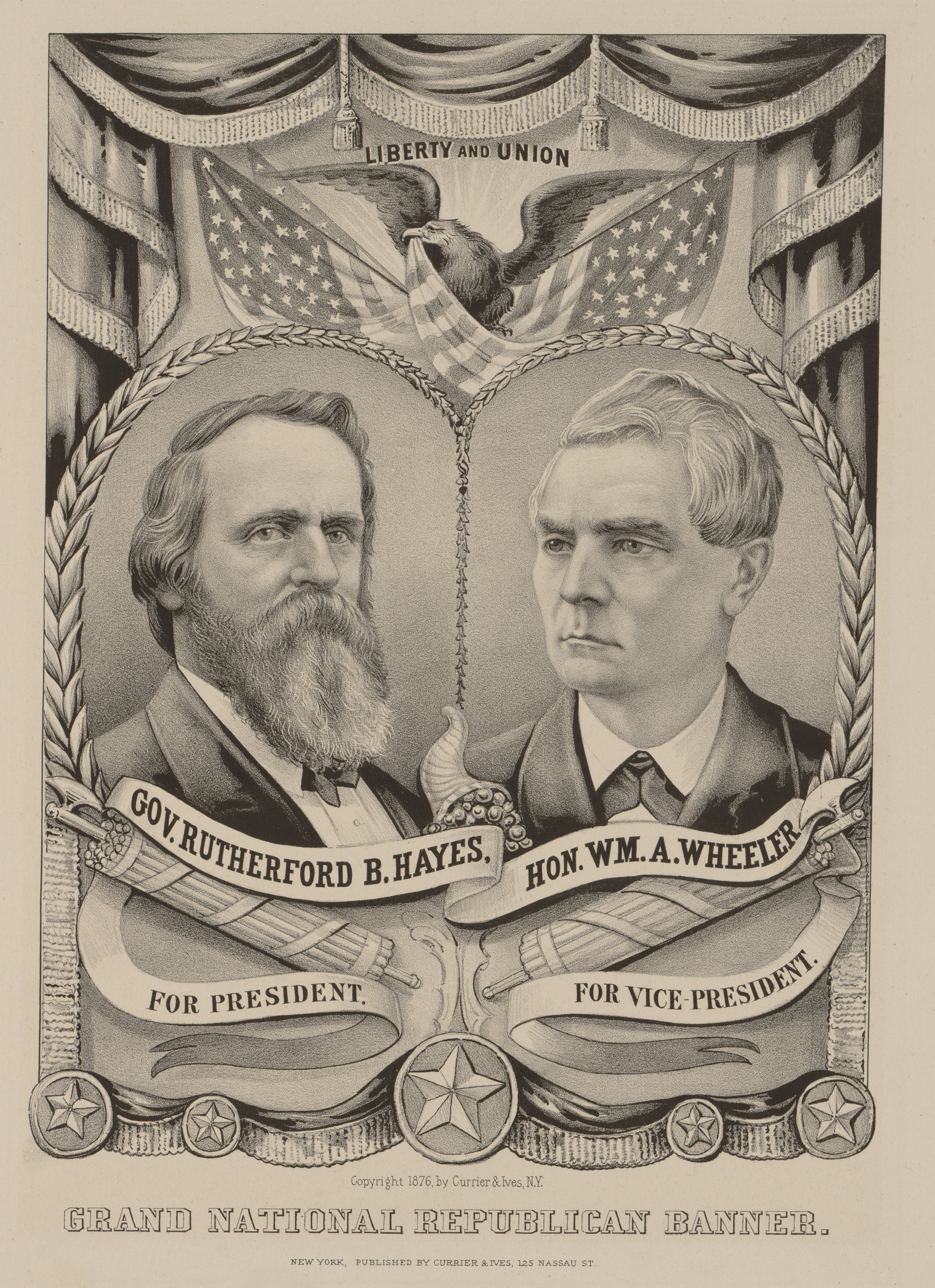
海斯和惠勒的競選海報

當共和黨大會休會進晚餐時，頑固派首領羅斯科·康克林宣布，他們會從紐約州代表中挑選副總統人選。全場開始熱烈地討論人選，有人諷刺地問：「惠勒怎麼樣？」，結果隔天一早，大家驚訝地發現惠勒獲得此次的副總統提名。他以第一高票（366票），狠狠擊倒第二高票的弗雷德里克·西奥多·弗里林海森（89票）。弗雷德里克後來當上切斯特內閣的國務卿。
當時任州長的海斯聽到自己的競選夥伴是惠勒時，他寫信告訴自己的夫人：「我實在不好意思說『惠勒是誰阿？』」。因為他們兩人從來沒有同時擔任眾議員，故海斯對於他的競選夥伴並不熟。

## 副總統任期（1877年—1881年）
惠勒於1877年3月4日就職副總統，1881年3月4日卸任。
但不幸的是，惠勒的妻子在其就職前三個月辭世，也因此惠勒常常參與白宮的無酒午宴。海斯總統曾說：「他是少數可以用貼心和友善等親切字眼來形容的副總統，我們全家人都很喜歡他。」
海斯很早就宣布他不會競逐第二個任期，也因此惠勒沒有在1880年共和黨總統大選上被提名。

## 退休生涯（1881年—1887年）
任期結束後，由於健康因素，他從公眾及商業界淡出。1887年6月4日，於馬龍村自宅過世，享年67歲。葬於馬龍村的晨星公墓（Morningside Cemetery），在妻子的墳墓旁邊。

## 延伸閱讀
- Hallas, Herbert C. William Almon Wheeler: Political Star of the North Country (Albany: Excelsior Editions, 2013) 349 pp
- Vice Presidents of the United States William A. Wheeler (1877-1881) （页面存档备份，存于）
- Quigley, David. Second Founding: New York City, Reconstruction, and the Making of American Democracy (New York: Farrar. Straus, and Giroux - Hill and Wang, 2004), ISBN 0-8090-8514-3.

## 外部連結
- 在Find a Grave上的威廉·A·惠勒

| 纽约州众议院               | 纽约州众议院                           | 纽约州众议院                 |
| -------------------------- | -------------------------------------- | ---------------------------- |
| 前任： George B. R. Gove   | 纽约州众议員 富蘭克林郡 1850—1851      | 繼任： Darius W. Lawrence    |
| 纽约州参议院               |                                        |                              |
| 前任： Joseph H. Ramsey    | 纽约州参议員 第17選區 1858—1859        | 繼任： Charles C. Montgomery |
| 美国众议院                 |                                        |                              |
| 前任者： George W. Palmer  | 美國紐約州（第16選區）眾議員 1861—1863 | 繼任者： Orlando Kellogg     |
| 前任者： Calvin T. Hulburd | 美國紐約州（第17選區）眾議員 1869—1873 | 繼任者： Robert S. Hale      |
| 前任者： John M. Carroll   | 美國紐約州（第18選區）眾議員 1873—1875 | 繼任者： Andrew Williams     |
| 前任者： Henry H. Hathorn  | 美國紐約州（第19選區）眾議員 1875—1877 | 繼任者： Amaziah B. James    |
| 政党职务                   |                                        |                              |
| 前任： 亨利·威尔逊         | 美國共和黨副總統提名人 1876年          | 繼任： 切斯特·艾伦·阿瑟      |
| 官衔                       |                                        |                              |
| 前任： 亨利·威尔逊         | 美国副总统 1877—1881                   | 繼任： 切斯特·艾伦·阿瑟      |